# Annicco
Annicco ist eine Gemeinde mit 1969 Einwohnern (Stand 31. Dezember 2023) in der Provinz Cremona in der italienischen Region Lombardei.

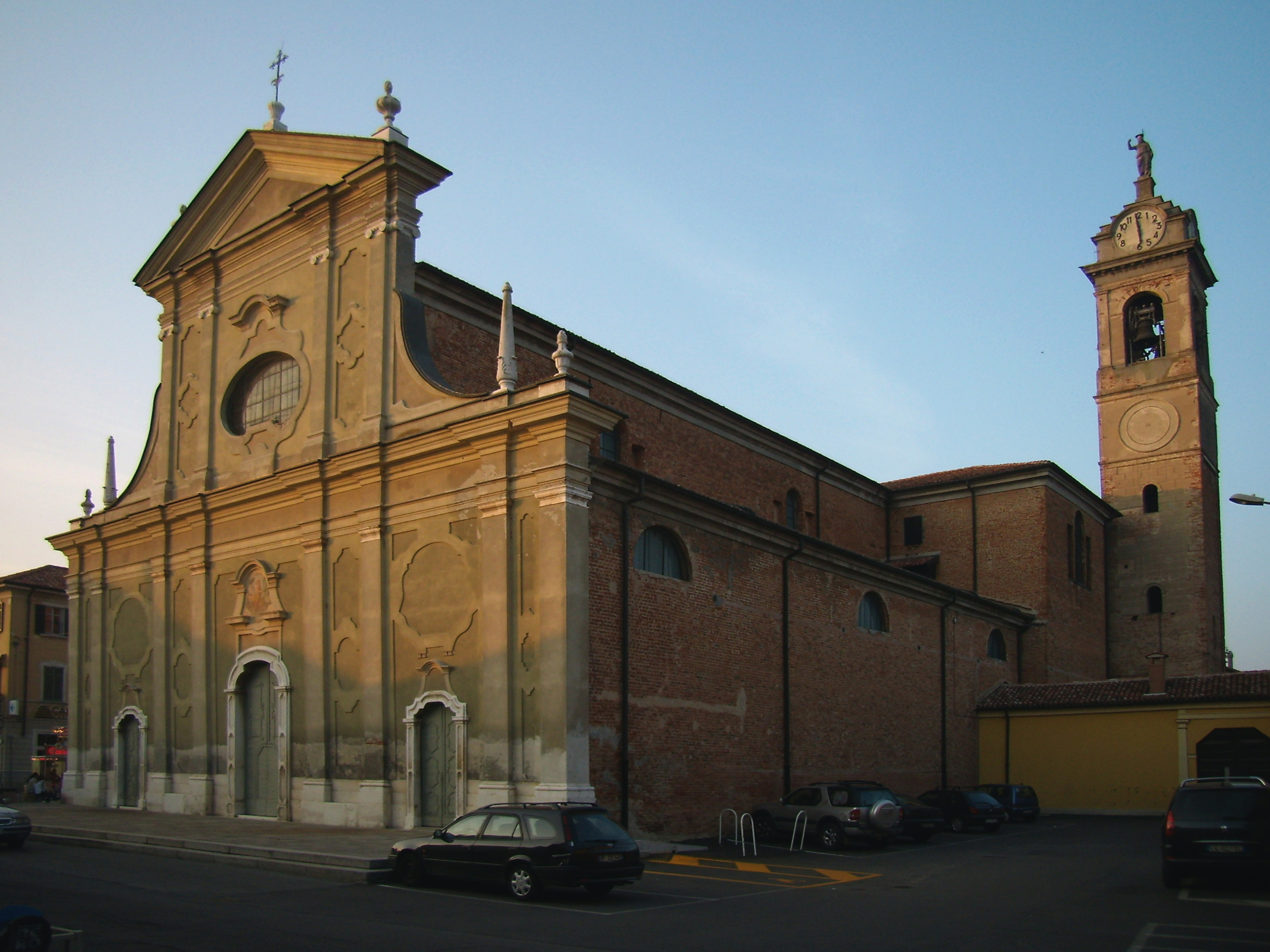
Die Pfarrkirche

## Ortsteile
Im Gemeindegebiet liegt neben dem Hauptort die Fraktionen Barzaniga und Grontorto.